# Belleville Tokyo
Pour plus de détails, voir Fiche technique et Distribution.
Belleville Tokyo est un film français réalisé par Élise Girard, sorti en 2011.

## Synopsis
Alors qu'ils se dirigent vers le train en partance pour Venise, Julien annonce à Marie qu'il part rejoindre une autre femme, et la laisse seule, enceinte.

### Septembre
Se refusant à être victime de la situation, Marie trouve du réconfort auprès de ses patrons, Jean-Jacques et Jean-Loup, gérant d'un cinéma du Quartier latin, le Grand Action, spécialisé dans les films classiques américains à Paris.

### Octobre
Regrettant ses actes, Julien revient à Paris et essaye de se faire pardonner, mais Marie reste distante. Jusqu'au jour où, sous les promesses de Julien, elle accepte ses excuses et tout redevient comme avant.

### Décembre
Les mois passent, les questionnements du bébé s'installent et créent de nouvelles discordes dans le couple.

### Janvier
Julien prétend partir en voyage professionnel à Tokyo. Mais en passant devant un bar, Marie aperçoit son compagnon ; elle décide de le suivre, jusqu'à qu'il rentre dans un immeuble.
Le lendemain, elle décide d'y retourner pour attendre devant, c'est là qu'elle fait la rencontre de Delphine, l'amante de Julien, qui décide de lui dire ce qu'il se passe.
Malgré la nouvelle, Marie préfère passer outre.

### Février
En route pour rejoindre des amis, ils décident de faire une pause, sauf qu'une dispute commence.
Lors du dîner, Julien est pris de colère et s'en va, alors Marie en profite pour expliquer la situation à ses amis.

## Fiche technique
- Titre : Belleville Tokyo
- Réalisation : Élise Girard
- Scénario : Élise Girard et Isabelle Pandazopoulos
- Photographie : Renato Berta
- Musique : Bertrand Burgalat
- Son : Pascal Ribier
- Costumes : Nathalie Raoul
- Montage : Jean-Christophe Hym
- Durée : 75 minutes
- Pays de production :  France
- Date de sortie : 1er juin 2011

## Distribution
Sauf indication contraire, les informations mentionnées dans cette section peuvent être confirmées par la base de données cinématographiques Allociné,  présente dans la section « Liens externes ».
- Valérie Donzelli : Marie Tourelle
- Jérémie Elkaïm : Julien Tourelle
- Philippe Nahon : Jean-Jacques, le patron de Marie
- Jean-Christophe Bouvet : Jean-Loup, le patron de Marie
- Dominique Cabrera : la mère de Marie
- Jean-Pierre Girard : le père de Marie
- Margaret Zenou : Maya, une amie
- Pascal Besson : Paul, un ami
- Élise Girard : Jeanne, une amie
- Julie Judd : Delphine, l'amante de Julien
- Murielle Riou : la directrice de la crèche
- François Marcherey : Aristide, un ami

## Critique
Selon les informations collectées par Allociné, les critiques presse (3.5/5) sont nettement plus favorables au film que les avis des spectateurs (1.9/5).